# Riu Shuiuk
El riu Shuyuk és un riu curt del districte de Làzarevskoie de la unitat municipal de la ciutat-balneari de Sotxi del krai de Krasnodar de Rússia.
Té una llargària de 9 km. Neix els contraforts més occidentals del Caucas, en les primeres serralades des de la mar, a l'oest de Nadzhigo i discorre durant el seu curs alt en direcció predominantment sud-sud-oest. Poc després de néixer, als 2 km, rep un petit rierol en la seva riba esquerra, el seu principal afluent. Segueix en direcció sud-oest fins a la seva desembocadura en la mar Negra sense travessar cap localitat, encara que la seva desembocadura es troba en el terme de Vishniovka on hi ha algunes cases.